# 1324 en santé et médecine
| Années de la santé et de la médecine : 1321 - 1322 - 1323 - 1324 - 1325 - 1326 - 1327    |
| Décennies de la santé et de la médecine : 1290 - 1300 - 1310 - 1320 - 1330 - 1340 - 1350 |

Cet article présente les faits marquants de l'année 1324 en santé et médecine.

## Événements

Gray
« En pointe, d'argent chargé de trois flammes »

- 3 août : charte de fondation du prieuré de Dinard, édifié à l'emplacement de l'hôpital Bréchet et confié par Geoffroy III, seigneur de Montfort, aux trinitaires, à charge pour eux de « tenir hospitalité aux pauvres de l'un et l'autre sexe, aux pèlerins et passants[2],[3] ».
- Fondation par Jacques de Trith du refuge du Petit-Saint-Jacques, à Saint-Omer, en Artois, destiné à l'origine à l'accueil des pèlerins, devenu hôpital Saint-Jacques, absorbé au XVIIIe siècle par l'hôpital général, transformé en hospice puis en hôpital militaire, et actuellement maison de retraite dite « du Hainaut »[4].
- L'hôpital Saint-Jacques (St. James's Hospital) pour les lépreux est mentionné à Ipswich dans le Suffolk en Angleterre[5].
- Les règlements de police de Laon, en Île-de-France, ordonnent que « tout porc pris à vagabonder dans les rues de la ville sera […] aussitôt livré à Saint-Ladre, pour la nourriture des lépreux », parce qu'on prête à la viande de cet animal, et surtout à sa graisse, des vertus curatives contre la lèpre[6].
- La duchesse de Bourgogne, Jeanne de France, cède à l'hôpital du Saint-Esprit de Gray en Franche-Comté les droits attachés à son four banal de Velesmes, permettant ainsi aux frères « d'exercer une pression économique[7] » sur les paysans en leur imposant l'usage du four et en prélevant des amendes sur les contrevenants.
- 1324-1325 : Ameline, miresse à Paris, est poursuivie pour exercice illégal de la médecine[8].

## Publications
- 1324-1349 : Abraham ben David Caslari, de Besalu, dans la province de Gérone en Italie, compose quatre traités de médecine : deux sur les fièvres, un sur les règles pour saigner, et une autre intitulé Celui qui sustente dans la maladie[8].

## Personnalités
- Fl. Jacques Albini, médecin communal de Moncalieri, sa ville natale, dans le Piémont en Italie[8].
- Fl. Aimon de Pinerolio, médecin appelé à Montmélian à la cour d'Édouard le Libéral, comte de Savoie[8].
- Fl. Cauteronus, barbier de Jean Ier, comte de Forez[8].
- Fl. Jean de Capite Vilario, maître de l'université de médecine de Montpellier[8].
- 1324-1326 : fl. Jean de Charny, barbier à Paris[8].
- 1324-1332 : fl. Jacques Egidii (Gilles de Marseille), chancelier de l'université de médecine de Montpellier[8].

## Décès
- Avant le 28 janvier : Bertrand Portalis (date de naissance inconnue), chancelier de l'université de médecine de Montpellier du 23 avril 1323 jusqu'à sa mort à Avignon[8].